# Alvin Sargent

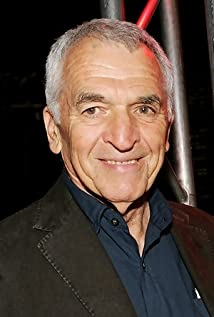
Alvin Sargent

Alvin Sargent (* 12. April 1927 in Philadelphia, Pennsylvania; † 9. Mai 2019 in Seattle) war ein US-amerikanischer Drehbuchautor.

## Biografie
Alvin Sargent machte 1945 seinen Abschluss an der Upper Darby High School in Pennsylvania, an deren schulischer Wall of Fame er seit 2006 als einer von 35 berühmten Absolventen verzeichnet ist.
Acht Jahre später begann er, für das Fernsehen zu schreiben, und verfasste in den 1960er Jahren diverse Drehbücher für Episoden der Serien Ben Casey, Naked City, Route 66 und Alfred Hitchcock Presents bzw. The Alfred Hitchcock Hour. Für den Film Das Mädchen aus der Cherry-Bar steuerte er 1966 sein erstes Skript für einen Spielfilm bei. Seine ersten größeren Projekte waren Der Sheriff von John Frankenheimer (1970) und Paper Moon von Peter Bogdanovich (1973). Für Letzteren wurde er von der Writers Guild of America ausgezeichnet sowie für den Oscar in der Kategorie Bestes adaptiertes Drehbuch nominiert. Er sollte diesen Preis jedoch erst fünf Jahre später für seine Arbeit am Drehbuch von Julia erhalten. 1980 wurde ihm erneut der Oscar für Robert Redfords Regiedebüt Eine ganz normale Familie verliehen. Ein ganzes Jahr hatte er an dem Drehbuch zu diesem Drama geschrieben.
Sargent war seit 1990 in zweiter Ehe mit der Produzentin Laura Ziskin (1950–2011) verheiratet, die u. a. Sam Raimis Spider-Man-Trilogie produzierte. Nach David Koepps Skript für den ersten Teil der Reihe, Spider-Man (2002), übernahm Sargent dessen Arbeit bei den Drehbüchern für Spider-Man 2 (2004) – hier als Überarbeiter – und Spider-Man 3 (2007).

## Verdienst
Drehbuchautoren müssen laut der Vorschriften der Writers Guild of America ein Minimum von 35.079 US-Dollar pro Originalskript gezahlt bekommen. Mit seinem Drehbuch für Julia verdiente Alvin Sargent im Jahr 1977 bereits 150.000 US-Dollar.

## Filmografie
- 1966: Das Mädchen aus der Cherry-Bar (Gambit)
- 1968: Der große Schweiger (The Stalking Moon)
- 1969: Pookie (The Sterile Cuckoo)
- 1970: Der Sheriff (I Walk the Line)
- 1973: Love and Pain and the Whole Damn Thing
- 1973: Paper Moon
- 1976: A Star Is Born
- 1977: Bobby Deerfield
- 1977: Julia
- 1978: Stunde der Bewährung (Straight Time)
- 1980: Eine ganz normale Familie (Ordinary People)
- 1987: Nuts… Durchgedreht (Nuts)
- 1988: Dominick & Eugene (Dominick and Eugene)
- 1990: Frühstück bei ihr (White Palace)
- 1991: Was ist mit Bob? (What About Bob?)
- 1991: Das Geld anderer Leute (Other People’s Money)
- 1992: Ein ganz normaler Held (Hero)
- 1996: Bogus
- 1999: Überall, nur nicht hier (Anywhere But Here)
- 2002: Untreu (Unfaithful)
- 2004: Spider-Man 2
- 2007: Spider-Man 3
- 2012: The Amazing Spider-Man

## Auszeichnungen
| Preis              | Nominierungen               | Prämierungen                                                              | Film                                       | Verleihung     |
| Oscar              | Bestes adaptiertes Drehbuch | Bestes adaptiertes Drehbuch                                               | Paper Moon Julia Eine ganz normale Familie | 1974 1978 1981 |
| Saturn Award       |                             | Bestes Drehbuch                                                           | Spider-Man 2                               | 2005           |
| Golden Globe Award | Bestes Filmdrehbuch         |                                                                           | Julia Eine ganz normale Familie            | 1978 1981      |
| WGA Award          |                             | Bestes adaptiertes Drehbuch – Komödie Bestes adaptiertes Drehbuch – Drama | Paper Moon Julia Eine ganz normale Familie | 1974 1978 1981 |

## Zitat
„Welchem Geschlecht und welcher Gesellschaftsklasse sie auch angehören, die besten Sargent-Charaktere sind diese, die die Grenze ihrer intellektuellen Passivität überwinden und zu handelnden Menschen werden, die Stellung beziehen und als Antwort auf Ungerechtigkeit nicht bloß mit dem Kopf nicken. Der patriarchische Oberschichtler in Frühstück bei ihr, der mit einem Dienstmädchen über die Ausbeutung der Arbeiter durch die republikanische Politik sinniert, wird als Heuchler gezeigt; Julia [aus: Julia], die ihre privilegierten Familienverhältnisse aufgibt, um politisch aktiv zu werden und dafür mit ihrem Leben bezahlt, stellt die Heldin dar. Es sind die entgegengesetzten Persönlichkeiten dieser Figuren, die Sargents genaue schöpferische Empfindsamkeiten widerspiegeln.“